# Michael Wolf (Eishockeyspieler)
Michael Magnus Wolf (* 24. Januar 1981 in Ehenbichl, Österreich) ist ein ehemaliger deutscher Eishockeyspieler und ehemaliger Nationalspieler, der 2008 als Spieler des Jahres ausgezeichnet wurde. Im Jahr 2022 wurde er in die Hall of Fame Deutschland aufgenommen.

## Karriere
Michael Wolf stand im Alter von fünf Jahren zum ersten Mal auf dem Eis. Er begann mit dem Eishockey in seiner Heimatstadt Füssen beim dortigen Verein EV Füssen. Dort durchlief er den Nachwuchsbereich und spielte im Alter von siebzehn Jahren in der Saison 1998/99 zum ersten Mal als Profi für den EV Füssen. In seiner zweiten professionellen Spielzeit stieg er mit seinem Team in die Oberliga auf. Am Ende der nächsten Saison erreichte der EV Füssen den zwölften und damit letzten Platz. Anschließend schaffte die Mannschaft allerdings die erneute Qualifikation zur Oberliga. Wolf kam auf 13 Scorerpunkte in 41 Spielen. Zur Saison 2001/02 wechselte er mit seinem Mannschaftskollegen und Freund Florian Jung in die 2. Bundesliga zum SC Bietigheim-Bissingen. Für die Steelers lief der Rechtsschütze insgesamt drei Jahre lang auf. Zu den Play-off-Qualifikationen und dreimaliger Teilnahme am Halbfinale trug Wolf mit 62 Punkten in 173 Partien bei. 2004 wurde er von den Moskitos Essen verpflichtet, bei denen er zum deutschen Top-Scorer der 2. Liga aufstieg und dadurch einige DEL-Teams auf sich aufmerksam machte. Schließlich waren es die Iserlohn Roosters, die Wolf mit einem Jahresvertrag mit einer Option auf eine weitere Spielzeit ausstatteten.
Bereits in der Anfangsphase der Saison 2005/06 avancierte er zu einem der besten Torschützen und erzielte unter anderem einen Hattrick gegen die Eisbären Berlin. Am Ende der Spielzeit wurde Wolf als DEL-Rookie des Jahres ausgezeichnet und verlängerte seinen Vertrag Anfang März 2006 bis zum Ende der Saison 2006/07, im Juli schließlich sogar bis 2008. In seiner zweiten Saison knüpfte der Angreifer an die Vorjahresleistung an und gehörte erneut zu den Stützen des Teams, das den elften Platz erreichte. In der Spielzeit 2007/08 hatte Wolf großen Anteil an der ersten Playoff-Qualifikation seines Teams. Zusammen mit seinem Sturmpartner Robert Hock führte er ein offensiv ausgerichtetes Team auf den fünften Platz nach der regulären Saison. Wolf wurde mit 44 Toren bester Torschütze der DEL-Saison und zum erfolgreichsten Deutschen seit Dieter Hegen. Seine 18 Powerplaytore waren ebenfalls der Bestwert der Liga. Hock verbuchte die meisten Assists und konnte sich den Titel des Topscorers sichern. Infolge der außergewöhnlichen Leistungen während der Saison, wurde er vom Fachmagazin Eishockey News zum bundesweit besten Eishockeyspieler gekürt und erhielt noch zahlreiche weitere Auszeichnungen. Während der Saison hatte der Stürmer, trotz zahlreicher anderer Angebote, seinen Vertrag bis 2010 verlängert. Während der Saison war Wolf mehrfach von NHL-Scouts beobachtet worden, erhielt letztendlich aber kein Angebot, obwohl sogar der Bundestrainer und ehemalige NHL-Spieler Uwe Krupp Wolf den Sprung zutraute und ihn empfahl. In der Saison 2008/09 verpasste Wolf den Titel des Toptorschützen um zwei Treffer. Auch mit den Roosters konnte er sich nicht für die Play-offs qualifizieren. Dennoch zählte er erneut mit seinem Sturmpartner Robert Hock zu den besten Spielern des Teams. Die Spielzeit 2009/10 begann für Wolf gut, an der Seite von Hock und Quinn Hancock erzielte er zehn Tore in den ersten elf Spielen. Im November 2009 bezog Wolf erstmals Stellung dazu, wo er nächste Saison spielen werde, da erneut Gerüchte aufkamen, er werde sicher zu einem Spitzenteam der Liga wechseln. Die Roosters seien sein erster Ansprechpartner, da er Iserlohn nicht unbedingt verlassen müsse. Am 8. Dezember verkündeten die Sauerländer die Verlängerung des Vertrages um zwei Jahre, womit sie sich erneut gegen die finanzstärkere Konkurrenz durchsetzen konnten.

„Die sportlichen Rahmenbedingungen und die Menschen hier in Iserlohn haben mir die Entscheidung sehr einfach gemacht. Ich glaube an die Entwicklung dieses Vereins und möchte den Erfolg, den dieses Konzept den Roosters bescheren wird, miterleben.“

Sportlich erreichte das Team Platz 11 und konnte sich nicht für die Endrunde qualifizieren. Wolf, erneut bester Torschütze der Iserlohner, wurde mit 29 Toren ligaweit Dritter. Auch in der folgenden Spielrunde 2010/11 verpasste der Verein aus dem Sauerland mit dem zwölften Platz in der Hauptrunde die Play-offs, obwohl Michael Wolf zum zweiten Mal in seiner Karriere Toptorschütze der DEL wurde. Er erzielte 34 Tore und belegte in der Scorerwertung mit 55 Punkten den dritten Rang.
Dass Wolfs „sportliche Heimat“ das Sauerland ist, bewies er wiederholt im Sommer 2011, indem er seinen noch laufenden Vertrag bis zum Ende der Saison 2014/15 verlängerte.

„Die Roosters sind meine sportliche Heimat, ich identifiziere mich mit diesem Verein und seinen Fans.“

Zur Saison 2013/14 übernahm Wolf das Amt als Kapitän der Mannschaft, da der Vertrag des langjährigen Mannschaftskapitäns Robert Hock nicht verlängert wurde. Im Juni 2014 bat Wolf aus privaten Gründen um eine vorzeitige Auflösung des Vertrages bei den Roosters und wechselte zum Ligakonkurrenten EHC Red Bull München, mit denen er 2016, 2017 und 2018 Deutscher Meister wurde. Am 17. Januar 2019 kündigte Wolf sein Karriereende zum Ende der Saison 2018/2019 an und vollzog dieses Ende seiner Spielerkarriere am 26. April 2019 nach einer Niederlage gegen den neuen Meister Adler Mannheim.

### International
Im Jahr 2001 nahm Wolf an der U20-Junioren-Weltmeisterschaft der Division I teil. 2005 wurde er zum ersten Mal für Testspiele in den A-Kader berufen. In der Vorbereitung auf die Olympischen Winterspiele 2006 und der Weltmeisterschaft 2006 gehörte Wolf zum Kader und wurde jeweils erst kurz vor Beginn von Bundestrainer Uwe Krupp aus dem Aufgebot gestrichen. Ein Jahr später schaffte Michael Wolf bei der Weltmeisterschaft 2007 in Russland den Sprung ins Team, welches den Klassenerhalt schaffte. Der Angreifer (5 Tore/3 Assists) bildete mit Michael Hackert (3 T/4 A) und Philip Gogulla (0 T/5 A) die erfolgreichste deutsche Sturmreihe und hatte entscheidenden Anteil am Sprung in die Zwischenrunde. Nach der Weltmeisterschaft wurde der deutsche Topscorer zusammen mit Michael Hackert und Michael Bakos zum besten deutschen Spieler gewählt. Ein Jahr später erreichte die Mannschaft bei der Weltmeisterschaft 2008 in Kanada erneut die Zwischenrunde. Auch diesmal spielte Wolf mit seinen gewohnten Sturmpartnern zusammen und wurde unter den Augen einiger NHL-Scouts, die durch seine überragende DEL-Saison auf ihn aufmerksam wurden, zusammen mit Marco Sturm und Chris Schmidt zum besten deutschen Spieler gewählt. In der Vorbereitung für die Eishockey-Weltmeisterschaft 2009 in der Schweiz stand Wolf in allen Spielen auf dem Eis und erzielte insgesamt sechs Tore, darunter ein Hattrick gegen die Auswahl Dänemarks. Anschließend erhielt er erwartungsgemäß seine dritte WM-Nominierung. Am Ende des Turniers stand für Deutschland der sportliche Abstieg, nachdem man fünf von sechs Spielen verloren hatte. Wolf selbst konnte erstmals keinen Treffer erzielen und bereitete lediglich den 2:1-Siegtreffer von Michael Bakos im Spiel gegen Ungarn vor. Insgesamt gelang es keinem Spieler des Teams, die erwartete Leistung zu bringen.
Am 30. Dezember 2009 nominierte Uwe Krupp Wolf, der zu diesem Zeitpunkt schon 18 Saisontore erzielt hatte, für die Olympischen Winterspiele 2010 in Vancouver. Er war damit erst der zweite Spieler nach Siggi Suttner in der Geschichte des Iserlohner Eishockeys, der zu den Olympischen Winterspielen reiste. Für Wolf ging laut eigener Aussage ein Kindheitstraum in Erfüllung, auf den er seine gesamte Karriere hingearbeitet habe. Während des Turniers konnte er keinen Scorerpunkt verbuchen und agierte im deutschen Aufgebot, in dem sieben Spieler aus der NHL standen, unauffällig. Bei der Eishockey-Weltmeisterschaft 2010 trug Wolf das „A“ auf der Brust und erzielte im Eröffnungsspiel- und Weltrekordspiel vor 77.803 Zuschauern in der Veltins-Arena in Gelsenkirchen das 1:0 gegen die USA. Auch in den weiteren Vorrundenspielen trug er zum Weiterkommen der deutschen Mannschaft bei. In der Zwischenrundenpartie gegen Russland bereite Wolf ein Tor von Christian Ehrhoff vor. Mit der Mannschaft kam er bis ins Halbfinale, wo man allerdings erneut gegen Russland verlor. Im Spiel um Platz drei unterlag man Schweden. Wolf fiel diesmal vor allem durch gutes Spiel und Durchsetzungsvermögen in den Ecken auf, allerdings vergab er im Turnierverlauf einige Kontergelegenheiten, sodass der Torjäger nur ein Tor erzielte. Dennoch trug der Iserlohner in einer homogenen Mannschaft zum besten WM-Ergebnis seit 57 Jahren bei.
Bei der Weltmeisterschaft 2011 in der Slowakei war der gebürtige Ehenbichler Kapitän der deutschen Mannschaft, der im ersten Gruppenspiel der erste Sieg überhaupt gegen Russland bei einer WM gelang. Nach dem 4:3-Sieg über den Gastgeber in der zweiten Partie war die DEB Auswahl zum ersten Mal seit 1933 Gruppensieger in der Vorrunde. Beim 3:2-Sieg nach Penaltyschießen gegen Slowenien in der letzten Vorrundenbegegnung, die zugleich das 100. Länderspiel des Stürmers war, erzielte Michael Wolf sein erstes Tor bei dieser Veranstaltung.
Nach der Eishockey-Weltmeisterschaft 2015 in Tschechien gab Wolf seinen Rückzug aus der deutschen Eishockeynationalmannschaft bekannt. Bei dieser Weltmeisterschaft hatte er mit 4 erzielten Toren noch wesentlich zum Klassenerhalt beigetragen. Insgesamt kommt er in seiner Nationalmannschaftskarriere für Deutschland auf 7 Teilnahmen an Eishockey-Weltmeisterschaften sowie einer Teilnahme bei Olympischen Winterspielen. In insgesamt 152 Länderspielen erzielte Michael Wolf dabei 53 Tore.

### Inlinehockey und Inline-Skaterhockey
Wolf spielt auch in der ersten Inlinehockey-Bundesliga DIHL bei den Rolling Wanderers Germering und nahm mit der deutschen Inlinehockeynationalmannschaft an den IIHF Inlinehockey-Weltmeisterschaften 2006, 2007, 2008, 2009 und 2012 teil. Den bisher größten Erfolg mit dem Inlinehockeynationalteam erreichte Wolf 2012 als Deutschland Vize-Weltmeister wurde. Außerdem wurde er in diesem Turnier mit zehn Toren bester Torschütze.
Darüber hinaus kommt Wolf zu sporadischen Einsätzen in der zweiten Bundesliga Nord beim Inline-Skaterhockey-Verein Sauerland Steel Bulls e. V.

## Sonstiges und DEL-Rekorde
Wolfs Schuss galt als präzise und variabel. In der Saison 2007/08 schoss er 44 Tore in der Hauptrunde, was zuvor noch keinem anderen deutschen Akteur in der DEL gelang und was auch von anderen Spielern bisher nicht wiederholt oder überboten wurde. Folgerichtig wurde er auch zum Spieler des Jahres gewählt. Im defensiven Spiel zeichnete sich Wolf durch gutes Fore- und Backchecking aus. Infolge seiner Einsatz- und Kampfbereitschaft erhielt der Angreifer auch regelmäßig Einsatzzeit in Unterzahlsituationen. Im Powerplay konnte er neben der Stürmerposition auch die Aufgabe an der blauen Linie übernehmen, so erzielte der Angreifer etwa ein Drittel seiner Tore in Überzahl. Weiterhin agierte Wolf oftmals als Schütze seiner Mannschaften im Penaltyschießen.
Wolf ist mit 337 erzielten Toren der zweiterfolgreichste Torschütze der DEL-Geschichte hinter Patrick Reimer (394 Tore). Er belegt mit 658 Scorerpunkten Rang sechs in der ewigen Scorerwertung der DEL. Des Weiteren ist Wolf der Spieler mit den meisten Toren (233) und Scorerpunkten (452), zweitmeisten Assists (219) und Spielen (475) sowie drittmeisten Strafminuten (469) der Iserlohn Roosters seit deren Bestehen in der DEL (Alle Angaben Stand Ende der Saison 2022/23).
Am 20. März 2008 entschied Wolf das zu diesem Zeitpunkt längste Spiel der deutschen Eishockeygeschichte, als er im zweiten Viertelfinalspiel nach 117:47 Spielminuten zum 3:2 gegen die Frankfurt Lions traf. Zwei Tage später gab es in Köln ein Spiel, das in der sechsten Verlängerung nach 168:16 Spielminuten beendet worden ist.
2022 wurde er in die Hall of Fame Deutschland aufgenommen. Seine Trikotnummer (13) wurde vom EHC Red Bull München gesperrt.

## Erfolge und Auszeichnungen

### Eishockey

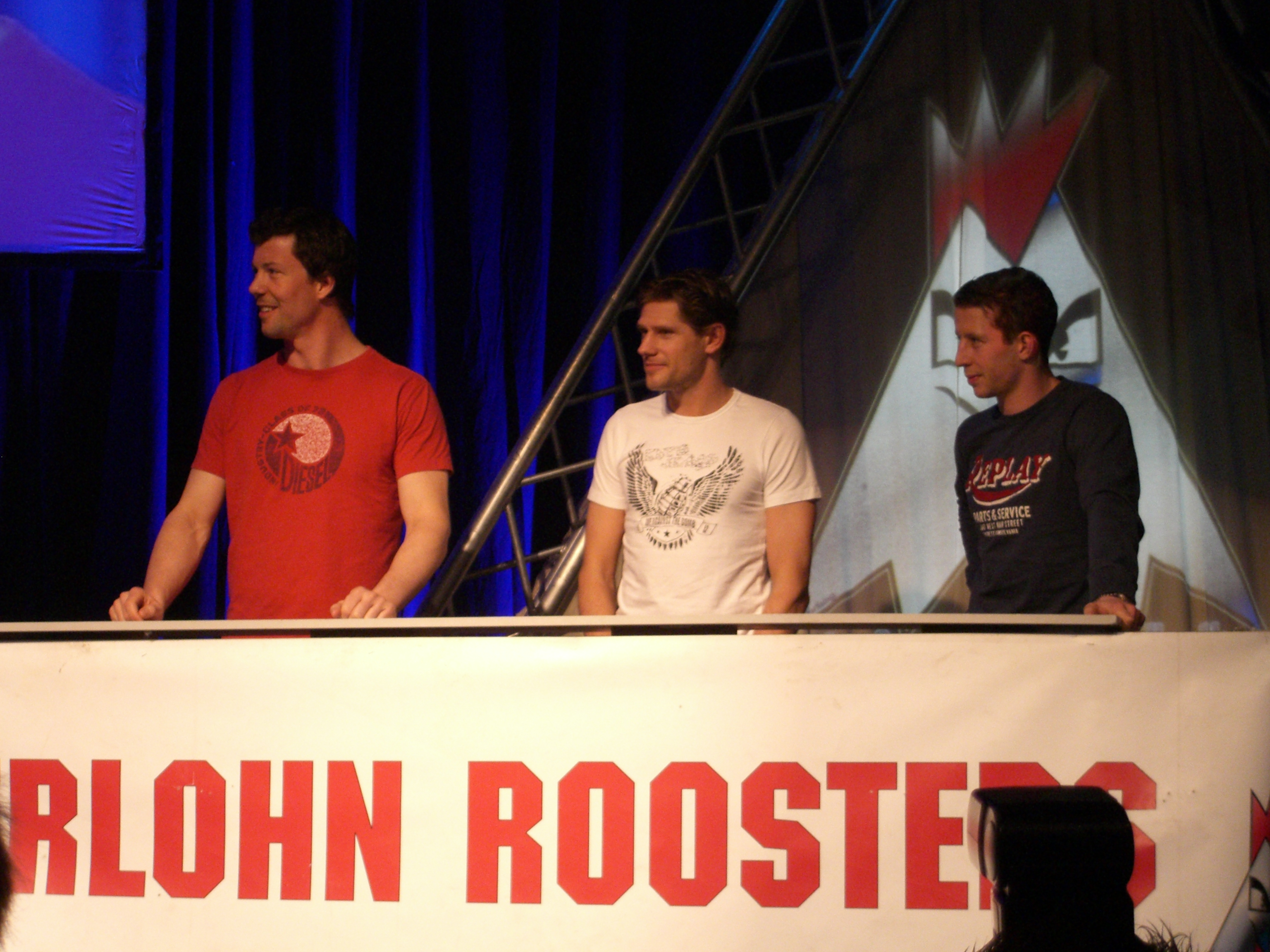
Michael Wolf (r.) zusammen mit Rick Goldmann (l.) und Robert Hock (Mitte) bei der Saison-Abschlussfeier 2007

| - 2000 Aufstieg in die Oberliga mit dem EV Füssen - 2006 Iserlohns Sportler des Jahres - 2006 DEL-Rookie des Jahres - 2006 Teilnahme am DEL All-Star Game - 2007 Iserlohns Sportler des Jahres - 2008 Bester Torschütze der DEL-Hauptrunde - 2008 Teilnahme am DEL All-Star Game - 2008 DEL-Spieler des Jahres - 2008 Bester Außenstürmer der DEL - 2008 Bester deutscher Spieler der DEL - 2008 Iserlohns Sportler des Jahres - 2009 Teilnahme am DEL All-Star Game - 2009 Bester deutscher Spieler der DEL | - 2009 Iserlohns Sportler des Jahres - 2010 Iserlohns Sportler des Jahres - 2011 Bester Außenstürmer der DEL - 2008 Bester Torschütze der DEL-Hauptrunde - 2011 Iserlohns Sportler des Jahres - 2013 Bester Stürmer der DEL - 2016 Deutscher Meister mit dem EHC Red Bull München - 2016 Wertvollster Spieler der DEL-Playoffs - 2017 Deutscher Meister mit dem EHC Red Bull München - 2018 Deutscher Meister mit dem EHC Red Bull München - 2019 Deutscher Vizemeister mit dem EHC Red Bull München - 2022 Aufnahme in die Hockey Hall of Fame Deutschland |

### Inlinehockey
| - 2007 Deutscher Inlinehockeymeister - 2007 Bronzemedaille der IIHF Inlinehockey-Weltmeisterschaft - 2007 Bester Torschütze der IIHF Inlinehockey-Weltmeisterschaft - 2007 Bester Stürmer der IIHF Inlinehockey-Weltmeisterschaft - 2007 All-Star-Team der IIHF Inlinehockey-Weltmeisterschaft | - 2008 Bronzemedaille der IIHF Inlinehockey-Weltmeisterschaft - 2009 Bronzemedaille der IIHF Inlinehockey-Weltmeisterschaft - 2012 Silbermedaille der IIHF Inlinehockey-Weltmeisterschaft - 2012 Bester Torschütze der IIHF Inlinehockey-Weltmeisterschaft |

## Karrierestatistik

### Eishockey international
Vertrat Deutschland bei:
| - U20-Junioren-Weltmeisterschaft der Division I 2001 - Weltmeisterschaft 2007 - Weltmeisterschaft 2008 - Qualifikationsturnier für die Olympischen Winterspiele 2010 - Weltmeisterschaft 2009 - Olympischen Winterspielen 2010 | - Weltmeisterschaft 2010 - Weltmeisterschaft 2011 - Qualifikationsturnier für die Olympischen Winterspiele 2014 - Weltmeisterschaft 2013 - Weltmeisterschaft 2015 |

### Inlinehockey international
(Legende zur Spielerstatistik: Sp oder GP = absolvierte Spiele; T oder G = erzielte Tore; V oder A = erzielte Assists; Pkt oder Pts = erzielte Scorerpunkte; SM oder PIM = erhaltene Strafminuten; +/− = Plus/Minus-Bilanz; PP = erzielte Überzahltore; SH = erzielte Unterzahltore; GW = erzielte Siegtore; 1 Play-downs/Relegation; Kursiv: Statistik nicht vollständig)